# Coppa del Re 2011-2012 (pallavolo)
La Coppa del Re di pallavolo maschile 2011-2012 è stata la 37ª edizione della Coppa del Re. La vittoria finale è andata per la seconda volta consecutiva al Club Voleibol Teruel.

## Regolamento e avvenimenti
Come negli anni precedenti, si è svolta una final-eight con quarti, semifinali e finale da disputarsi con gare ad eliminazione diretta. Al torneo hanno preso parte le squadre classificate ai primi otto posti al termine del girone d'andata del campionato. I quarti di finale si sono disputati il 26 e 27 gennaio 2012, mentre semifinali e finale si sono giocate tra il 28 e il 29 gennaio 2012, al Pabellón Municipal Los Planos di Teruel.

## Partecipanti
- Almería
- Esquimo
- Guada
- L'Illa-Grau
- Zaragoza
- Numancia
- Teruel
- Vigo

## Risultati
|  | Quarti di finale | Quarti di finale | Quarti di finale |          |          | Semifinali | Semifinali | Semifinali |  |  | Finale | Finale | Finale |  |
|  |                  |                  |                  |          |          |            |            |            |  |  |        |        |        |  |
|  | Teruel           | Teruel           | 3                |          |          |            |            |            |  |  |        |        |        |  |
|  | Teruel           | Teruel           | 3                |          |          |            |            |            |  |  |        |        |        |  |
|  | Guada            | Guada            | 0                |          |          |            |            |            |  |  |        |        |        |  |
|  | Guada            | Guada            | 0                |          | Teruel   | Teruel     | 3          |            |  |  |        |        |        |  |
|  |                  |                  |                  |          | Teruel   | Teruel     | 3          |            |  |  |        |        |        |  |
|  |                  |                  | Almería          | Almería  | 0        |            |            |            |  |  |        |        |        |  |
|  | Almería          | Almería          | Almería          | Almería  | 0        | 3          |            |            |  |  |        |        |        |  |
|  | Almería          | Almería          |                  |          |          |            |            |            |  |  |        |        |        |  |
|  | L'Illa-Grau      | L'Illa-Grau      | 0                |          |          |            |            |            |  |  |        |        |        |  |
|  | L'Illa-Grau      | L'Illa-Grau      | 0                |          | Teruel   | Teruel     | 3          |            |  |  |        |        |        |  |
|  |                  |                  |                  |          |          |            |            |            |  |  |        |        |        |  |
|  |                  |                  | Numancia         | Numancia | 0        |            |            |            |  |  |        |        |        |  |
|  | Numancia         | Numancia         | Numancia         | Numancia | 0        | 3          |            |            |  |  |        |        |        |  |
|  | Numancia         | Numancia         |                  |          |          |            |            |            |  |  |        |        |        |  |
|  | Vigo             | Vigo             | 1                |          |          |            |            |            |  |  |        |        |        |  |
|  | Vigo             | Vigo             | 1                |          | Numancia | Numancia   | 3          |            |  |  |        |        |        |  |
|  |                  |                  |                  |          | Numancia | Numancia   | 3          |            |  |  |        |        |        |  |
|  |                  |                  | Zaragoza         | Zaragoza | 0        |            |            |            |  |  |        |        |        |  |
|  | Esquimo          | Esquimo          | Zaragoza         | Zaragoza | 0        | 2          |            |            |  |  |        |        |        |  |
|  | Esquimo          | Esquimo          |                  |          |          |            |            |            |  |  |        |        |        |  |
|  | Zaragoza         | Zaragoza         | 3                |          |          |            |            |            |  |  |        |        |        |  |

### Quarti di finale
| 26 gennaio 2012 - ore 18:00 Pabellón Municipal Los Planos, Teruel | Numancia | 3 - 1 | Vigo        | 25-22, 25-18, 22-25, 25-11        |
| 26 gennaio 2012 - ore 20:30 Pabellón Municipal Los Planos, Teruel | Teruel   | 3 - 0 | Guada       | 25-13, 25-17, 25-17               |
| 27 gennaio 2012 - ore 18:00 Pabellón Municipal Los Planos, Teruel | Almería  | 3 - 0 | L'Illa-Grau | 25-21, 31-29, 25-15               |
| 27 gennaio 2012 - ore 20:30 Pabellón Municipal Los Planos, Teruel | Esquimo  | 2 - 3 | Zaragoza    | 21-25, 25-21, 20-25, 25-23, 15-17 |

### Semifinali
| 28 gennaio 2012 - ore 18:00 Pabellón Municipal Los Planos, Teruel | Teruel   | 3 - 0 | Almería  | 25-19, 25-23, 25-15 |
| 28 gennaio 2012 - ore 20:30 Pabellón Municipal Los Planos, Teruel | Numancia | 3 - 0 | Zaragoza | 25-17, 25-22, 25-17 |

### Finale
| 29 gennaio 2012 - ore 18:00 Pabellón Municipal Los Planos, Teruel | Teruel | 3 - 0 | Numancia | 25-22, 25-22, 25-19 |